# Novo Mecanismo Econômico
O Novo Mecanismo Econômico (NME) foi uma grande reforma econômica lançada na República Popular da Hungria em 1968. Entre 1972 e 1978, foi minimizado pelas políticas predominantes do Bloco do Leste. Durante a década seguinte, até que as revoluções de 1989 encerraram a era, os princípios do NME continuaram a influenciar a economia húngara, mesmo nos casos em que o nome "Novo Mecanismo Econômico" não foi enfatizado.
Por causa do NME, a Hungria na década de 1980 tinha uma proporção maior de mecanismos de mercado em relação ao planejamento central do que qualquer outra economia do Bloco de Leste. A proporção era diferente a um ponto politicamente desafiador de ser alcançado na esfera soviética devido à mistura ideológica que isso exigia. O nome comunismo goulash era jocosamente (mas reveladoramente) aplicado a essa mistura. A economia húngara sob a influência dos princípios do NME foi amplamente vista como tendo um desempenho superior ao de outras economias do Bloco Oriental, tornando a Hungria "o quartel mais feliz" do comunismo de quartel. Muitos soviéticos e europeus orientais gostavam de ir para a Hungria (por exemplo, em trabalho ou férias) devido ao ambiente econômico e cultural local.
As tensões entre os mecanismos de mercado e o planejamento central, sem nenhum controle exclusivo, são um desafio perene em todas as sociedades que se encontram entre o capitalismo e o socialismo. De certa forma, a reforma econômica da Hungria canaliza comparações com a reforma econômica chinesa, no sentido de que ambas foram desafios qualitativos para um tipo de sistema stalinista - e, portanto, essas reformas não eram politicamente viáveis na maior parte do Bloco Oriental.

## Contexto
O período de 1956 a 1968 foi de reforma na Europa Oriental. O início dessas transformações foi marcado pela Revolução Húngara de 1956, que resultou na colocação de János Kádár como o líder comunista da República Popular da Hungria e na criação do Partido Socialista Operário Húngaro (MSzMP, por sua sigla em húngaro). Durante os primeiros dez anos de seu governo, o objetivo de Kádár era criar uma Hungria unida, anunciando em dezembro de 1961 que "aqueles que não estão contra nós estão conosco". Tendo alcançado a paz social, Kádár voltou sua atenção para a melhoria econômica.
Em 7 de maio de 1966, o Comitê Central do MSzMP anunciou os planos de Kádár para a reforma da economia, conhecido como Novo Mecanismo Econômico (NME). A reforma é considerada "a mudança mais radical do pós-guerra" de qualquer país do Comecon. O plano, que se tornou oficial em 1 de janeiro de 1968, foi uma grande mudança para a descentralização em uma tentativa de superar as ineficiências do planejamento central. O NME representou um afastamento do sistema econômico soviético de indicadores de planos compulsórios em favor de uma política que considerava o lucro o principal objetivo da empresa. A nova política econômica foi uma "reforma abrangente do sistema econômico", criando relações de mercado entre as empresas, usando os preços como funções alocativas e incentivando as empresas à responder aos preços para maximizar os lucros, e usando os lucros para orçar novos investimentos.

## Empreendimentos
O documento do Comitê Central em 7 de maio de 1966 detalha as mudanças no papel da empresa sob a nova política econômica. A reforma deu aos produtores a liberdade de decidir o que e quanto produzir e oferecer para venda e de estabelecer relações comerciais ou cooperativas. Os consumidores também tiveram a liberdade de escolher entre produtos nacionais e importados. Além disso, as empresas ganharam maior autonomia para realizar investimentos e contratar mão de obra. Conforme ditado pelo Comitê Central, o sucesso deve ser medido pela lucratividade da empresa. A estrutura descentralizada do Novo Mecanismo Econômico marcou uma melhoria no processo de tomada de decisão, permitindo que as decisões básicas fossem tomadas em nível local sem a necessidade de transmitir informações para cima para uma decisão mais centralizada. O governo húngaro tomou 50,5% (e as empresas 49,5%) das decisões de investimento para os 68 bilhões de florins investidos em 1968, enquanto em 1974 as empresas representaram 53,1% das decisões para os 128 bilhões de florins investidos.

## Preços
O Novo Mecanismo Econômico também objetivou criar um papel mais ativo para os preços. Um sistema de preços livres refletindo as condições de mercado foi implementado. O governo queria flexibilidade, mas também para combater a inflação. Para isso, eles introduziram uma nova prática de controle de preços, declarando o preço de um item como fixo, limitado ou gratuito.
- Os preços fixos foram marcados em bens intermediários materiais e básicos. O preço era fixado devido ao impacto do bem na economia e à necessidade geral de garantir estabilidade, sendo determinado pelos ministérios.
- Os preços limitados referiam-se a determinados produtos ou a grupos de produtos para os quais não havia substitutos, como pão. Era aplicado sobre o preço médio durante um período dentro da qual os preços podiam flutuar.
- Os preços livres eram atribuídos a bens que constituíam pequenas partes das despesas individuais ou eram considerados luxos.[4]

A reforma dos preços permitiu que os preços refletissem melhor o custo de produção e a avaliação pelo mercado, e correspondessem mais de perto a "alguma medida de insumos socialmente necessários", ajudando a atingir o equilíbrio do mercado.

## Comércio exterior
O objetivo do Novo Mecanismo Econômico era melhorar a economia da Hungria para torná-la um contribuinte sério para a economia internacional. Em 1966, a União Soviética respondia por 32% das exportações e 29% das importações da Hungria. Das exportações da Hungria para os países desenvolvidos ocidentais, 42,7% foram alimentos e animais vivos, 43,5% bens manufaturados. Enquanto isso, o comércio com os países socialistas consistia principalmente em bens manufaturados (81,3%). Por outro lado, as importações da Hungria vindas do Ocidente foram principalmente de bens manufaturados (70,6%). Por causa do sistema de cotas preexistente, que enfatizava a quantidade, não a qualidade, os produtos húngaros eram inferiores e não atendiam aos padrões tecnológicos ocidentais.
A descentralização deu às empresas a oportunidade de se alinharem melhor com o mercado mundial, dando-lhes mais liberdade para decidir quais produtos e tecnologias investir e fabricar. Além disso, as empresas eram pagas pelas exportações em moeda húngara equivalente à moeda estrangeira que ganhavam, pois o governo pretendia envolver as empresas nos mercados estrangeiros e melhorar a qualidade dos bens produzidos. O novo plano estabelecia conexões diretas entre os mercados externo e interno com base em uma taxa de câmbio apropriada. A principal preocupação do Novo Mecanismo Econômico era melhorar o comércio exterior e estabelecer uma relação entre o sucesso na exportação e a lucratividade da empresa.